# Океанічні відклади

Океанічні відклади (рос. океанические отложения, англ. oceanic sediments; нім. ozeanische Ablagerungen) — осадові утворення, що виникають на ложі океану. Вони відрізняються порівняно невеликою потужністю, низькими швидкостями осадонакопичення, невеликою роллю теригенного матеріалу. Однорідні на великих просторах.
На глибинах, менших за критичні глибини карбонатонакопичення, утворюються вапнякові біогенні відклади, переважно форамініферові мули.
У широтних зонах з підвищеною біопродуктивністю утворюються радіолярієві і діатомові відклади.
На найбільших глибинах переважають червоні глибоководні глини.
У багатьох районах Світового океану на поверхні дна є скупчення залізо-манґановних конкрецій.